# Josep Maria Mestres Quadreny
Pour les articles homonymes, voir Mestres et Mestre.
Josep Maria Mestres Quadreny, né le 4 mars 1929 à Manrèse, province de Barcelone et mort le 18 janvier 2021, est un compositeur espagnol d'origine catalane.

## Biographie
Josep Maria Mestres Quadreny a étudié les sciences à l'Université de Barcelone et la composition musicale avec L. Sigg et R. Kucharski ; il a ensuite poursuivi ses études avec Cristòfor Taltabull (1950-1956).
Sa musique se distingue par un esprit de renouvellement permanent du langage et par l'incorporation de nouvelles techniques, tant dans la composition elle-même que dans l'utilisation des instruments ou des sons. Il adhère en 1952 au Cercle Manuel de Falla et en 1960 il fut un des promoteurs du groupe Música Oberta, comme membre du Club 49 pour le soutien de la diffusion de la musique moderne; en 1968 il fonde le Conjunt Català de Música Contemporània, en 1974 le Laboratori de Música Electroacústica Phonos et en 1976 le Grup Instrumental Català, en compagnie de Carles Santos Ventura.
Il a collaboré avec des artistes comme Joan Miró, Antoni Tàpies, Joan Brossa, Moisès Villèlia et Codina.
Il a été président du patronat de la Fundació Joan Brossa, patron émérite de la Fundació Joan Miró, membre du comité directeur de l'Orquestra Simfònica de Barcelona i Nacional de Catalunya et du comité aux rapports culturels du Centre d'Études Catalanes de l'Université de Paris-IV (Sorbonne). Josep Maria Mestres Quadreny a aussi été directeur de la collection de livres Música d'avui et président de la Fundació Phonos.

## Distinctions
- En 2000, il reçoit le Prix national de musique de Catalogne.
- En 2006 il reçoit la Creu de Sant Jordi, distinction décernée par la Generalitat de Catalogne.

## Enseignement
Il a participé comme enseignant aux Internationale Ferienkurse für Neue Musik de Darmstadt, (Allemagne); il a collaboré au Testimonium de Jerusalem; il a été invité à participer au Curso Latinoamericano de Música Contemporánea en Brasil et aux Jornades Internacionals de Nova Música de Sitges, Barcelona.

## Œuvres
En 1957, il commença une phase de création selon les règles du sérialisme avec des titres comme :
- Sonata, pour piano (1957)
- Epitafios, pour mezzo-soprano et orchestre (1958)
- Cançons de bressol, pour mezzo-soprano et piano (1959)
- El ganxo, opéra en un acte et quatre scènes avec livret de Joan Brossa (1959),
- Sonata, pour orgue (1960),
- Tríade per a Joan Miró, pour ensemble instrumental (1961)
- Tres invencions móbils (1961)
- Quartet de Catroc, pour quatuor à cordes (1962)
- Tres cànons en homenatge a Galileu, pour piano et trois bandes magnétiques (1965, 1968 -2e versión, 1969 -3e versión, 1974 -4e versión)
- Suite bufa, musique de scène pour théâtre musical d'après un poème scénique de Joan Brossa (1966)
- Ibemia, pour ensemble instrumental (1969)
- Doble concert, pour ondes Martenot, percussion et guitare (1970)
- Self service, pour instruments à percussion et flûtes à bec jouées par le public (1973)
- Quina, pour bande magnétique (1980),
- Quintet de la nit i el dia, pour cinq clarinettes (1985 y 1990 -2e versión)
- First time' pour soprano et ensemble instrumental (1990)
- Cap de mirar', opéra en trois actes avec livret de Joan Brossa (1991)
- Capmaga, pour piano ou synthétiseur et percussion (1991)
- Fet per fer, pour ensemble instrumental (1991)
- L’or del mar, pour chœur mixte (1991)
- L’Armari en el mar, suite pour ensemble instrumental (1991)
- Cant a Maria Aurèlia, para chœur mixte et orchestre (1992)
- Garlanda esquinçada, pour mezzo-soprano et percussion (1992)
- Sinfonía en fa, pour orchestre (1992)
- Sonades de la nit de vidre, pour percussion et piano (1992)
- Vara per dos, pour piano à quatre mains (1992)
- Acció musical per a Joan Miró, théâtre musical pour récitateur, mezzo-soprano et piano à huit mains, d'après un poème scénique de Joan Brossa (1993)
- De trast en trast, six pièces par flûte et guitare (1993)
- La realitat lliure, pour orchestre (1993)
- Sonades dels vells proverbis, pour ensemble instrumental (1993)
- Catorze duets, pour divers instruments à vent en duo (1994)
- Satàlia, pour quintette à vent (1994)
- Sonades de besllum, pour deux pianos (1994)
- Suite Bechtold, pour piano (1994)
- Vol d’ocell davant el sol, pour clarinette (1994).
- Quatre cançons de bressol, pour voix et piano, d'après quatre poèmes de Joan Brossa (1996)